# Île Sainte-Marguerite (îles de Boucherville)
Pour les articles homonymes, voir Île Sainte-Marguerite.
Pour l'île française, voir Île Sainte-Marguerite (îles de Lérins).
L'île à Sainte-Marguerite est une île du fleuve Saint-Laurent située dans parc national des Îles-de-Boucherville, au nord-est de Montréal au Canada.

## Géographie
De forme lenticulaire, l'île Sainte-Marguerite fait 3 000 m de longueur et 850 m de largeur maximales. Elle est située dans le fleuve Saint-Laurent au nord-est de l'île de Montréal. Elle fait partie des Îles de Boucherville, séparée au nord de l'île à Pinard et de l'île Saint-Jean par la Grande Rivière et au sud de l'île Charron par la Petite Rivière (en grande partie comblée entrainant la fusion partielle des deux îles) débouchant sur le chenal Molson à l'est. À son extrémité nord, elle est reliée à l'île à Pinard par une passerelle, en plus du bac à cable qui assure le passage entre les deux îles.

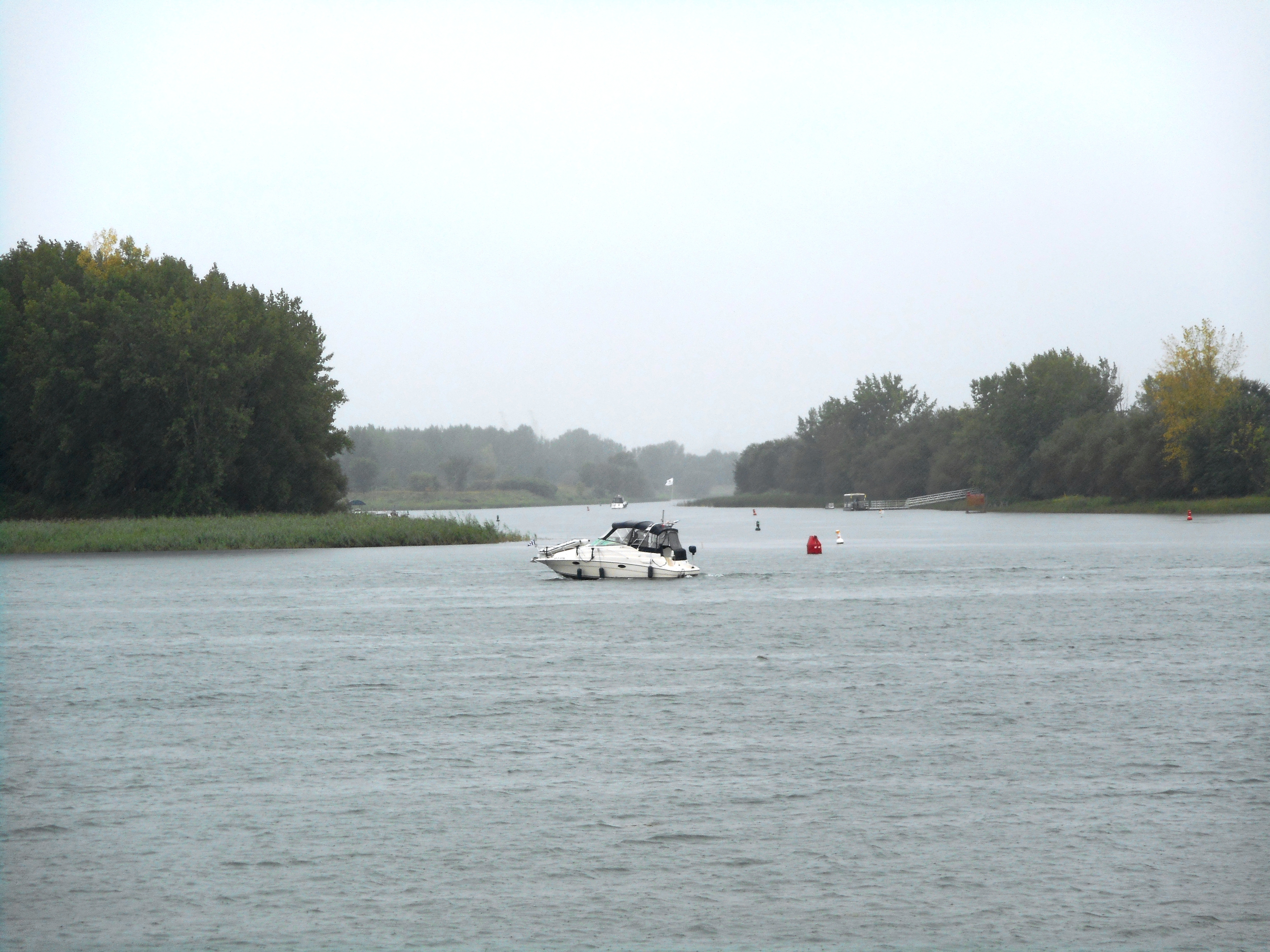
La Grande Rivière entre île à Pinard (à droite) et Sainte-Marguerite (à gauche).
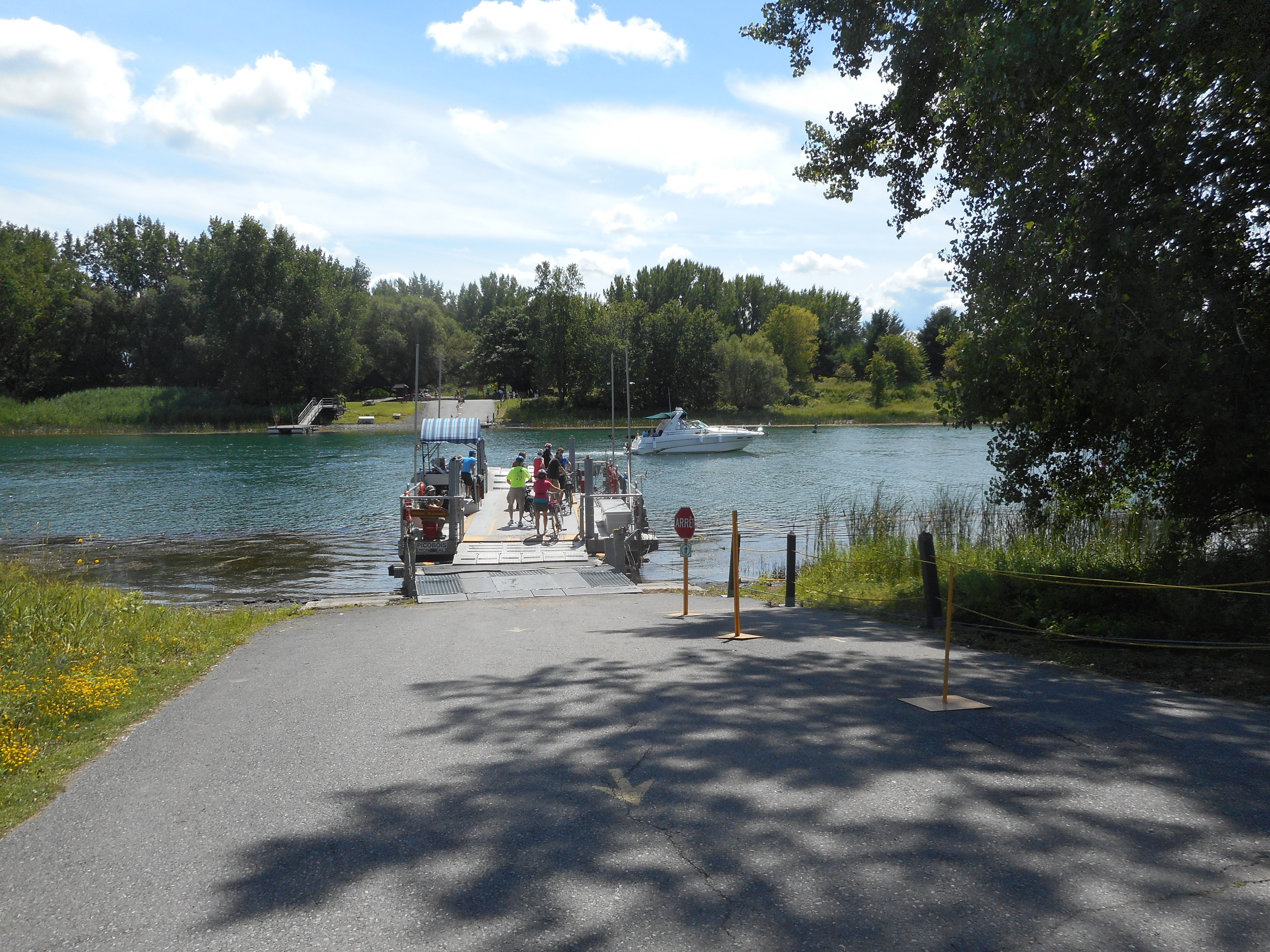
Bac à cable entre Pinard et Sainte-Marguerite (sur l'autre rive).
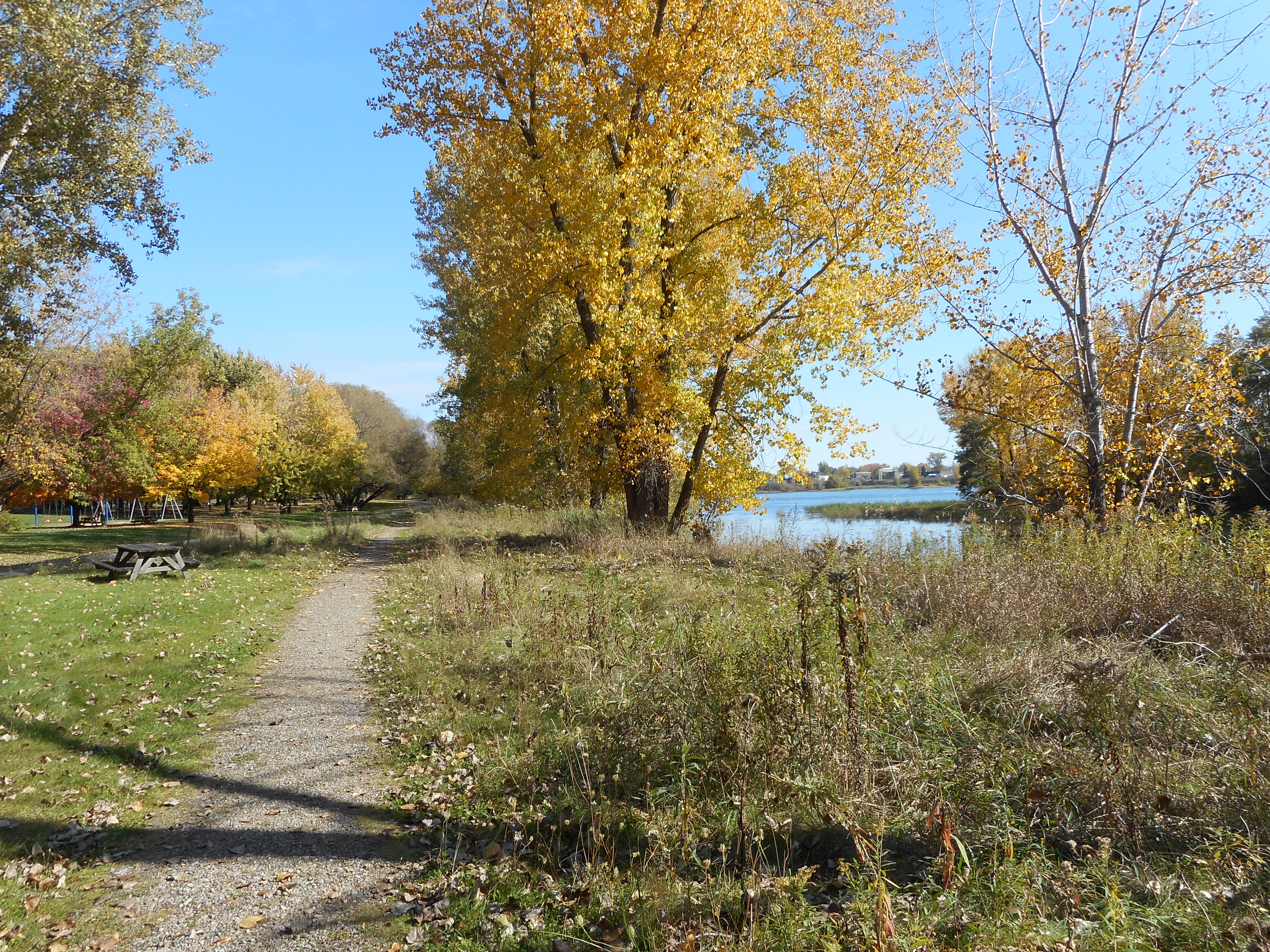
Vue de l'île Sainte-Marguerite.

L'île se trouve sur la rive-Sud de Montréal à l'ouest de la ville de Boucherville à laquelle elle est administrativement rattachée alors que la partie qui constitue l'île Charron dépend de Longueuil.

## Histoire
En 1984, le parc national des Îles-de-Boucherville est créé englobant l'île Sainte-Marguerite qui en constitue le principal accès (stationnement, principal centre des visiteurs et de services, locations). De ce fait, Sainte-Marguerite est l'île la plus fréquentée par les visiteurs mais également la plus populeuse en Cerfs de Virginie.